# Джанлуїджі Квінці
Джанлуїджі Квінці (італ. Gianluigi Quinzi; нар. 1 лютого 1996) — колишній італійський тенісист.
Найвищу одиночну позицію світового рейтингу — 142 місце досяг 15 квітня 2019, парну — 441 місце — 26 вересня 2016 року.
Завершив кар'єру 2021 року.

## Часовий графік результатів
| W | Ф | ПФ | ЧФ | #Р | КТ | К# | DNQ | A | NH |

### Одиночний розряд
| Турніри Великого шлему                 |     |     |     |     |     |     |     |       |     |   |
| Відкритий чемпіонат Австралії з тенісу |     |     |     |     | К1р |     |     | 0 / 0 | 0–0 | – |
| Відкритий чемпіонат Франції з тенісу   |     |     |     |     | К2р |     |     | 0 / 0 | 0–0 | – |
| Вімблдонський турнір                   |     |     | К1р |     |     | NH  |     | 0 / 0 | 0–0 | – |
| Відкритий чемпіонат США з тенісу       |     |     |     | К1р |     |     |     | 0 / 0 | 0–0 | – |
| В-П                                    | 0–0 | 0–0 | 0–0 | 0–0 | 0–0 | 0–0 | 0–0 | 0 / 0 | 0–0 | – |
| Тур ATP Мастерс 1000                   |     |     |     |     |     |     |     |       |     |   |
| Відкритий чемпіонат Маямі з тенісу     | К1р |     |     |     | К1р |     |     | 0 / 0 | 0–0 | – |
| Indian Wells Open                      |     |     |     |     | К1р | NH  |     | 0 / 0 | 0–0 | – |
| Мастерс Рим                            | К1р |     |     |     |     |     |     | 0 / 0 | 0–0 | – |
| В-П                                    | 0–0 | 0–0 | 0–0 | 0–0 | 0–0 | 0–0 | 0–0 | 0 / 0 | 0–0 | – |

## Фінали ATP Челленджер і ITF Ф'ючерс

### Одиночний розряд: 20 (14–6)
| Легенда              |
| -------------------- |
| ATP Челленджер (2–1) |
| ITF Ф'ючерс (12–5)   |

| Фінали за покриттям |
| ------------------- |
| Тверде (3–1)        |
| Ґрунт (11–5)        |
| Трава (0–0)         |
| Килим (0–0)         |

| Результат | В-П  | Дата     | Турнір                           | Рівень                | Покриття | Суперник                | Рахунок            |
| --------- | ---- | -------- | -------------------------------- | --------------------- | -------- | ----------------------- | ------------------ |
| Поразка   | 0–1  | Лис 2012 | Чилі F12, Курико                 | Ф'ючерс               | Ґрунт    | Гільєрмо Рівера-Арангіс | 4–6, 4–6           |
| Поразка   | 0–2  | Бер 2013 | Колумбія F2, Богота              | Ф'ючерс               | Ґрунт    | Карлос Саламанка        | 6–7(3–7), 6–7(2–7) |
| Поразка   | 0–3  | Кві 2013 | Єгипет F4, Шарм-еш-Шейх          | Ф'ючерс               | Ґрунт    | Мохамед Сафват          | 2–6, 6–1, 3–6      |
| Перемога  | 1–3  | Чер 2013 | Марокко F1, Касабланка           | Ф'ючерс               | Ґрунт    | Лямін Уахаб             | 7–6(7–2), 1–6, 6-4 |
| Перемога  | 2–3  | Тра 2014 | Румунія F1, Галац                | Ф'ючерс               | Ґрунт    | Васіле Антонеску        | 6–3, 2–6, 6–3      |
| Перемога  | 3–3  | Тра 2014 | Марокко F1, Сафі                 | Ф'ючерс               | Ґрунт    | Уго Дельєн              | 6–2, 6–2           |
| Перемога  | 4–3  | Чер 2014 | Марокко F2, Касабланка           | Ф'ючерс               | Ґрунт    | Джанні Міна             | 6–2, 6–3           |
| Перемога  | 5–3  | Лют 2015 | США F7, Санрайз                  | Ф'ючерс               | Ґрунт    | Федеріко Корія          | 6–4, 6–4           |
| Перемога  | 6–3  | Сер 2015 | Нідерланди F5, Олдензал          | Ф'ючерс               | Ґрунт    | Єссе Гута Ґалунґ        | 7–5, 2–0 ret.      |
| Перемога  | 7–3  | Кві 2016 | Угорщина F1, Сегед               | Ф'ючерс               | Ґрунт    | Ґжеґож Панфіл           | 6–3, 7–5           |
| Перемога  | 8–3  | Тра 2016 | Боснія і Герцеговина F3, Киселяк | Ф'ючерс               | Ґрунт    | Деян Катич              | 6–2, 6–4           |
| Поразка   | 8–4  | Жов 2016 | Норвегія F2, Осло                | Ф'ючерс               | Тверде   | Лукас Мідлер            | 2–6, 4–6           |
| Перемога  | 9–4  | Лис 2016 | Норвегія F3, Осло                | Ф'ючерс               | Тверде   | Каспер Рууд             | 6–4, 6–2           |
| Перемога  | 10–4 | Січ 2018 | Туреччина F1, Анталія            | Ф'ючерс               | Тверде   | Марк Зібер              | 3–6, 6–3, 6–3      |
| Перемога  | 11–4 | Лют 2018 | Єгипет F4, Шарм-еш-Шейх          | Ф'ючерс               | Тверде   | Ярослав Поспішил        | 6–2, 6–4           |
| Перемога  | 12–4 | Кві 2018 | Франкавілла, Італія              | Челленджер            | Ґрунт    | Каспер Рууд             | 6–4, 6–1           |
| Перемога  | 13–4 | Тра 2018 | Mestre, Італія                   | Челленджер            | Ґрунт    | Джан Марко Мороні       | 6–2, 6–2           |
| Поразка   | 13–5 | Лип 2018 | Перуджа, Італія                  | Челленджер            | Ґрунт    | Юлісіс Бланк            | 5–7, 2–6           |
| Перемога  | 14–5 | Лют 2020 | M25 Вестон, США                  | Світовий тенісний тур | Ґрунт    | Крістіан Лінделл        | 3–6, 7–5, 7–5      |
| Поразка   | 14–6 | Вер 2020 | M25 Яблонець-над-Нисою, Чехія    | Світовий тенісний тур | Ґрунт    | Агустін Велотті         | 2–6, 1–6           |

### Парний розряд: 4 (2–2)
| Легенда              |
| -------------------- |
| ATP Челленджер (0–1) |
| ITF Ф'ючерс (2–1)    |

| Фінали за покриттям |
| ------------------- |
| Тверде (1–2)        |
| Ґрунт (1–0)         |
| Трава (0–0)         |
| Килим (0–0)         |

| Результат | В-П | Дата     | Турнір                     | Рівень     | Покриття | Партнер          | Суперники                                 | Рахунок          |
| --------- | --- | -------- | -------------------------- | ---------- | -------- | ---------------- | ----------------------------------------- | ---------------- |
| Поразка   | 0–1 | Лип 2013 | Recanti, Італія            | Челленджер | Тверде   | Аделькі Вірджилі | Кен Скупскі Ніл Скупскі                   | 4–6, 2–6         |
| Перемога  | 1–1 | Бер 2016 | Ізраїль F6, Рамат-га-Шарон | Ф'ючерс    | Тверде   | Лукас Мідлер     | Олександр Метревелі Володимир Ужиловський | 6–1, 4–6, [10–5] |
| Перемога  | 2–1 | Кві 2016 | Угорщина F1, Сегед         | Ф'ючерс    | Ґрунт    | Лукас Мідлер     | Аляж Радинський Томислав Тернар           | 7–6(7–5), 6–2    |
| Поразка   | 2–2 | Лис 2016 | Норвегія F3, Осло          | Ф'ючерс    | Тверде   | Лукас Мідлер     | Мартін Беран Філіп Горанський             | 3–6, 6–2, [4–10] |

## Юніорські фінали турнірів Великого шолома

### Одиночний розряд: 1 (1 перемога)
| Результат | Рік  | Турнір               | Покриття | Суперник | Рахунок       |
| --------- | ---- | -------------------- | -------- | -------- | ------------- |
| Перемога  | 2013 | Вімблдонський турнір | Трава    | Чон Хьон | 7–5, 7–6(7–2) |